# Wirt Għawdex
Wirt Għawdex (ang. Gozo Heritage, pol. Dziedzictwo Gozo) – niedochodowa organizacja pozarządowa założona w 1981 w celu promowania wiedzy o dziedzictwie mieszkańców Gozo z wszystkich warstw społecznych, i dążenia do ochrony dziedzictwa naturalnego, archeologicznego, historycznego i antropologicznego maltańskich wysp Gozo i Comino.

## Historia
Początki organizacji sięgają końca lat sześćdziesiątych XX wieku, kiedy Anton Spiteri wraz z grupą chętnych mieszkańców Gozo, założyli organizację, której nazwa brzmiała Il-Belt il-Qadima (malt. Stare Miasto). Chcieli oni zwrócić uwagę na zły stan Cittadelli, i postawili sobie za cel jej ochronę. Początkowo prace konserwatorskie koncentrowały się jedynie na Cittadelli. Pierwszym projektem była renowacja starego kościoła św. Józefa, zakończona tuż przed świętem św. Józefa w 1974. Pracami kierował ks. Tony Mercieca; tablica pamiątkowa upamiętnia restaurację i ponowne otwarcie kościoła. Inne projekty obejmowały oczyszczenie starego zegara, usuwanie chwastów z fortyfikacji, konserwację armat na murach obronnych oraz renowację Old Prison.
Później organizacja rozszerzyła swoje zainteresowanie na prace poza Cittadellą, obejmujące Gozo i Comino. Na posiedzeniu komisji w dniu 6 lipca 1981 podjęto decyzję o rozszerzeniu zakresu prac i zmianie oficjalnej nazwy w celu odzwierciedlenia zmian. Nazwa Wirt Għawdex została wybrana przez samych członków i od tego czasu organizacja zachowała tę nazwę.

## Zadania organizacji
Wirt Għawdex działa na rzecz zwiększenia świadomości i miłości do historii Gozo. Jej działalność obejmuje organizowanie regularnych publicznych wykładów, promowanie ochrony lokalnego dziedzictwa przez prezentacje w szkołach, wydawanie publikacji związanych z miejscami będącymi pod jej opieką, oraz wydawanie kwartalnego biuletynu. Organizacja stara się również zachować czujność w odniesieniu do egzekwowania obowiązujących przepisów, aby chronić dziedzictwo naturalne i budowane Gozo.
Jednym z głównych celów Wirt Għawdex jest obecnie lobbowanie rządu i uzyskiwanie umów o zarządzanie, które upoważniają ją do restaurowania miejsc dziedzictwa. Po zakończeniu prac organizacja nadal zarządza tymi miejscami i udostępnia je dla ogółu.

## Miejsca pod opieką

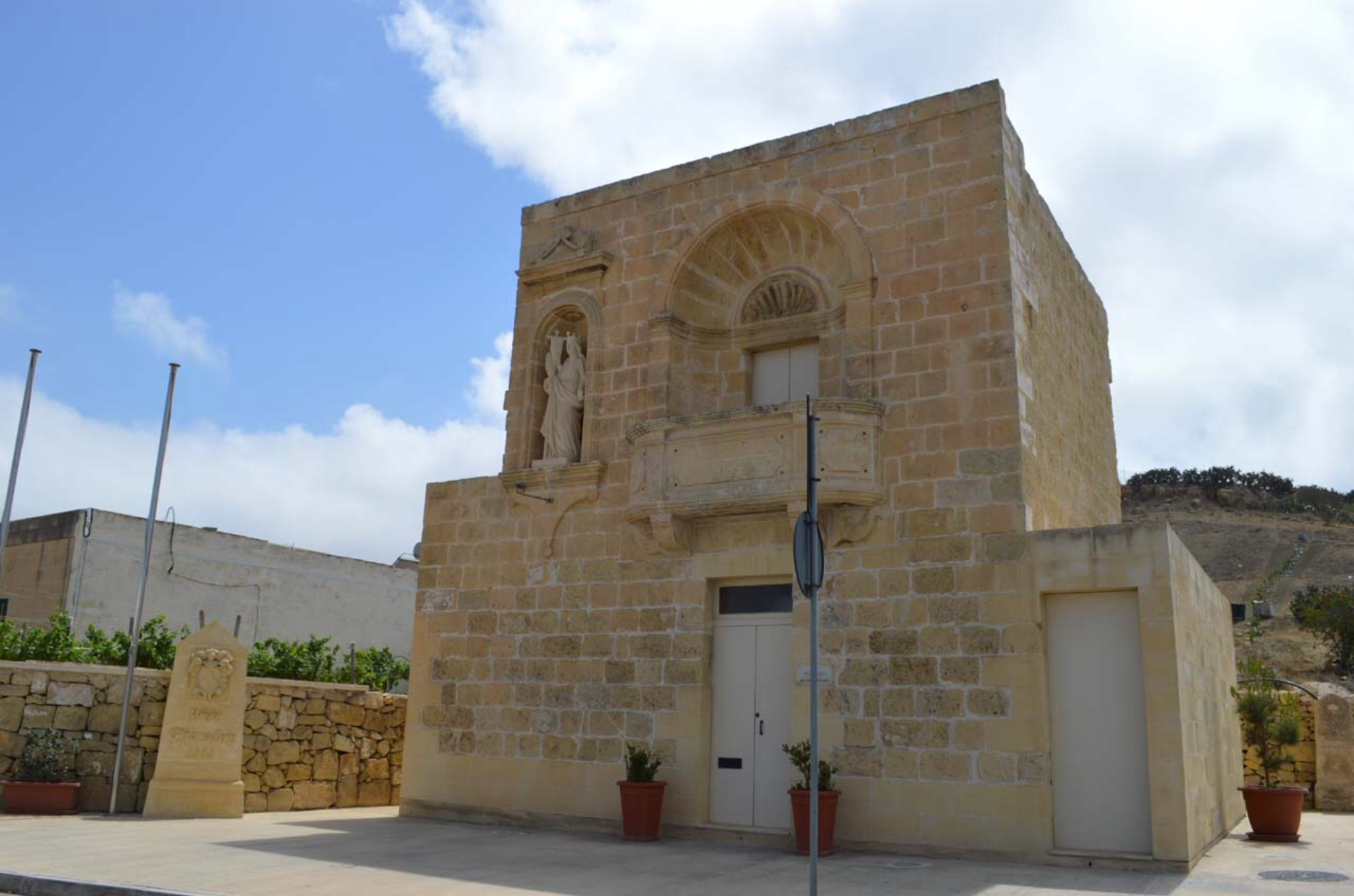
Dar il-Gvernatur, główna siedziba Wirt Għawdex

Pod opieką Wirt Għawdex znajdują się następujące miejsca:
- Magazyn prochu, zbiornik na zboże, baterię, oraz schrony z okresu II wojny światowej na terenie Cittadelli[2]
- Wieża Mġarr ix-Xini[5][6]
- Kaplica św. Cecylii w Għajnsielem[7][8]
- Dar il-Gvernatur[9]